# Municipio de Cuming (condado de Dodge)
El municipio de Cuming (en inglés: Cuming Township) es un municipio ubicado en el condado de Dodge en el estado estadounidense de Nebraska. En el año 2010 tenía una población de 241 habitantes y una densidad poblacional de 2,62 personas por km².

## Geografía
El municipio de Cuming se encuentra ubicado en las coordenadas 41°41′52″N 96°36′20″O / 41.69778, -96.60556. Según la Oficina del Censo de los Estados Unidos, el municipio tiene una superficie total de 91.98 km², de la cual 91,22 km² corresponden a tierra firme y (0,83 %) 0,76 km² es agua.

## Demografía
Según el censo de 2010, había 241 personas residiendo en el municipio de Cuming. La densidad de población era de 2,62 hab./km². De los 241 habitantes, el municipio de Cuming estaba compuesto por el 100 % blancos. Del total de la población el 0 % eran hispanos o latinos de cualquier raza.